# Славеево (област Добрич)
 Тази статия е за селото в Област Добрич.  За другото българско село с това име вижте Славеево (Област Хасково).  
Славеево е село в Североизточна България. То се намира в община Добрич-селска, област Добрич, близо до курортен комплекс „Албена“.

## География
Село Славеево се намира в Североизточен регион на България и е част от община Добрич.
Разстояние до столицата: 383.95 km от София
Площ на селото: 21.824 km2 (НСИ)

## История
До 27 юни 1942 година името на селото е Токчилар.

## Население
Преброяване на населението през 2011 г.
Численост и дял на етническите групи според преброяването на населението през 2011 г.:
|                     | Численост | Дял (в %) |
| Общо                | 192       | 100,00    |
| Българи             | 143       | 74,47     |
| Турци               | 5         | 2,60      |
| Цигани              | 37        | 19,27     |
| Други               | 0         | 0,00      |
| Не се самоопределят | 0         | 0,00      |
| Неотговорили        | 0         | 0,00      |

## Други
Пощенски код на Село Славеево: 9366.